# 今井宗薫
今井 宗薫（いまい そうくん、天文21年（1552年） - 寛永4年4月11日（1627年5月25日））は、安土桃山時代・江戸時代の人物。茶人今井宗久の子。本名は兼久。官名を帯刀左衛門、号は別に単丁斎とした。

## 概要
豊臣秀吉に御伽衆として仕えた。秀吉没後は徳川家康と接近し、松平忠輝と伊達政宗の娘五郎八姫の婚約成立に尽力したが秀吉の遺命に逆らうものであるとして批判された。その後は江戸幕府に仕え、大坂の陣で堺は被害を受けた。朱印船を多く派遣している。嫡子宗呑が父に先立ったため、家督は次男の兼隆が継いだ。
宗薫が用いた縹地に二重の七宝繋ぎ文に宝尽文と梅花文を入れた緞子の名物裂は「宗薫緞子」と呼ばれ、現在でもその意匠は広く伝わっている。

## 登場する作品
ドラマ
- 黄金の日日（1978年、NHK大河ドラマ、演：林隆三）
- 独眼竜政宗（1987年、NHK大河ドラマ、演：谷啓）